# Leif Hanson
Leif Hanson (* 12. November 1964 in Laguna Beach, Kalifornien) ist ein ehemaliger US-amerikanischer Volleyball- und Beachvolleyballspieler. 

## Karriere
Der im Orange County geborene und aufgewachsene Sportler begann im Alter von elf Jahren mit Volleyball. Später gewann er als Schüler der Laguna Beach High School dreimal den California Interscholastic Federation (CIF) Titel. Er war so fokussiert auf den Sport, dass er als Senior sogar ein entscheidendes Spiel mit einem gebrochenen Finger bestritt und trotz der Beeinträchtigung seiner Schlaghand neunzehn erfolgreiche Angriffsschläge für seine Mannschaft beisteuerte. Als Mitglied des Meisterteams wurde er zum wertvollsten Spieler der Schule gewählt und darüber hinaus von der Los Angeles Times zum Spieler des Jahres ernannt. Als CIF Player der Saison erhielt er ein Stipendiat an der University of Hawaii. Als Freshman bei den Rainbow Warriors wurde er gleich in seinem ersten Studienjahr als Letterman ausgezeichnet. Nach dem zweiten Jahr an der Hochschule brach er das Studium ab, da nach seiner Meinung der Fokus der Trainer, die für beide Geschlechter zuständig waren, zu sehr auf den weiblichen Bereich gerichtet war. 
Die Möglichkeit, für die Pepperdine University zu spielen, die eines der besten Trainingsprogramme des Landes hatte, verwarf er, da er schon zu sehr von dem Leben als Beachprofi fasziniert war. Er gehörte mit Al Janc 1985 schon einmal zu den top sechs Beachpaaren der AVP Tour. In der folgenden Spielzeit kamen noch mit demselben Partner zwei Podestplätze auf der untersten Stufe hinzu. Mit John Hanley gelangen ebenfalls 1986 weitere vier dritte Ränge und die erste Finalteilnahme ausgerechnet beim wichtigsten Event des Jahres, dem Tournament of Champions in Santa Barbara, das von der Times sogar als Weltmeisterschaft tituliert wurde. Im nächsten Jahr starteten beide zum ersten und einzigen Mal zusammen bei einem Turnier der FIVB und belegten in Rio de Janeiro den fünften Rang. Anschließend standen sie bei der amerikanischen Serie in Daytona Beach im Endspiel, das sie wie in Kalifornien im Vorjahr gegen Sinjin Smith und Randy Stoklos verloren. Nach einem weiteren dritten Platz mit Hanley in Clearwater und dem gleichen Resultat mit Dan Vrebalovich in der Hauptstadt Hawaiis erkämpfte Hanson seinen ersten Sieg. Mit Pat Powers besiegte er bei den Wildwood Open zum ersten Mal in einem Finale Smith und Stoklos.
NIcht ganz so gut lief es 1988. Zeimal mit Andrew Smith und einmal mit Jay Hanseth erreichte der Kalifornier Bronze. In der folgenden Spielzeit fügte er Silber mit Hanley in Seal Beach und mit Vrebalovich in Honolulu sowie Bronze mit Letzterem in Boulder zu seiner inzwischen umfangreichen Medaillensammlung. 1990 begann ein neues Kaptitel in der Erfolgsgeschichte des Athleten aus Laguna Beach. Während bei der Association of Volleyball Professionals nur ein fünfter Platz zu Buche stand, gewann er mit Erik Wurts auf Enoshima bei der erst zum zweiten Mal stattfindenden World Tour der FIVB. Ein Jahr später kam ein weiterer Sieg mit John Eddo in Cap d’Agde hinzu. Die US-Amerikaner sicherten sich direkt im Anschluss in Cattolica eine weitere Finalteilnahme und gehörten in Almería ein weiteres Mal zu den Top Acht. Nach dem dritten Platz 1992 mit Eric Boyles in Fort Worth bei der amerikanischen Tour stand Hanson nur noch zweimal auf dem Treppchen. Zwei Jahre später mit Scott Friederichsen in Milwaukee gehörte er als Dritter zu den Medaillengewinnern. 1995 zog er mit Chris Young ins Endspiel von Belmar ein. Eine Saison später beendete er an der Seite von Ian Clark als Siebter bei den AVP Tour Championships in Chicago seine Karriere als Beachvolleyballprofi.
Vom Volleyball hatte er jedoch lange nicht genug. Fast zwanzig Jahre später gewann er in Griechenland mit der US-amerikanischen Seniorennationalmannschaft den Global Cup, die Weltmeisterschaft der über Fünfundvierzigjährigen. Weitere sieben Spielzeiten später siegte er gemeinsam mit dem 55+ Team aus den Vereinigten Staaten beim Suiss Volleyball Masters Cup.

## Auszeichnungen
- 1983: CIF Spieler der Saison[1]
- 1983: LA Times Spieler des Jahres[3]

## Sonstiges
Hanson war der Gründer und ist der Präsident der Nonprofit-Organisation Laguna Coast Volleyball Club. Ziele des gemeinnützigen Sportvereins sind, die persönliche Entwicklung und den Charakter der Jugendlichen zu entwickeln und zu fördern. Die Teilnehmen sollen außerdem die Möglichkeit haben, sich durch Wettkämpfe zu verbessern und zu profilieren. Einer der bekanntesten Schüler war der Olympiasieger Dain Blanton, der später bei der Verwirklichung der Ziele unterstützte.